# Валлас, Пол
Пол Гаст Ва́ллас (англ. Paul Gust Vallas; род. 10 июня 1953, Чикаго, Иллинойс, США) — американский государственный служащий, бывший суперинтендент школьных округов Бриджпорт (Коннектикут) (2013) и Рикавери (Луизиана) (2007—2010), CEO Филадельфийского школьного округа (Пенсильвания) (2002—2007) и школьного округа Чикаго (1995—2001), директор административно-бюджетного управления города Чикаго. Кандидат в губернаторы Иллинойса (2002, 2014), вице-губернаторы Иллинойса (2014) и мэры Чикаго (2019, 2023). Член Демократической партии.

## Биография
Родился и вырос в Чикаго. Внук греческих иммигрантов, выходцев с Пелопоннеса (Греция).
Окончил Университет Западного Иллинойса со степенями бакалавра истории/политологии (1976) и магистра политологии (1979), а также получил сертификат учителя.
Служил в Национальной гвардии Иллинойса.

### Карьера
Исполнительный директор экономической и налоговой комиссии Иллинойса (1986—1990), директор департамента налогов и сборов города Чикаго (1990—1992), директор административно-бюджетного управления города Чикаго (1993—1995).
Работал учителем в церковно-приходской школе.
Член Ассоциации школьных администраторов штата Иллинойс, Экономического клуба Чикаго, Городского клуба Чикаго и Торговой палаты Чикаго.
В июне 2007 года Валлас оставил эту должность и перешел на работу в Луизиану. После ухода Валлас был назван журналом Philadelphia Magazine "самым эффективным руководителем школ Филадельфии за последнее поколение".

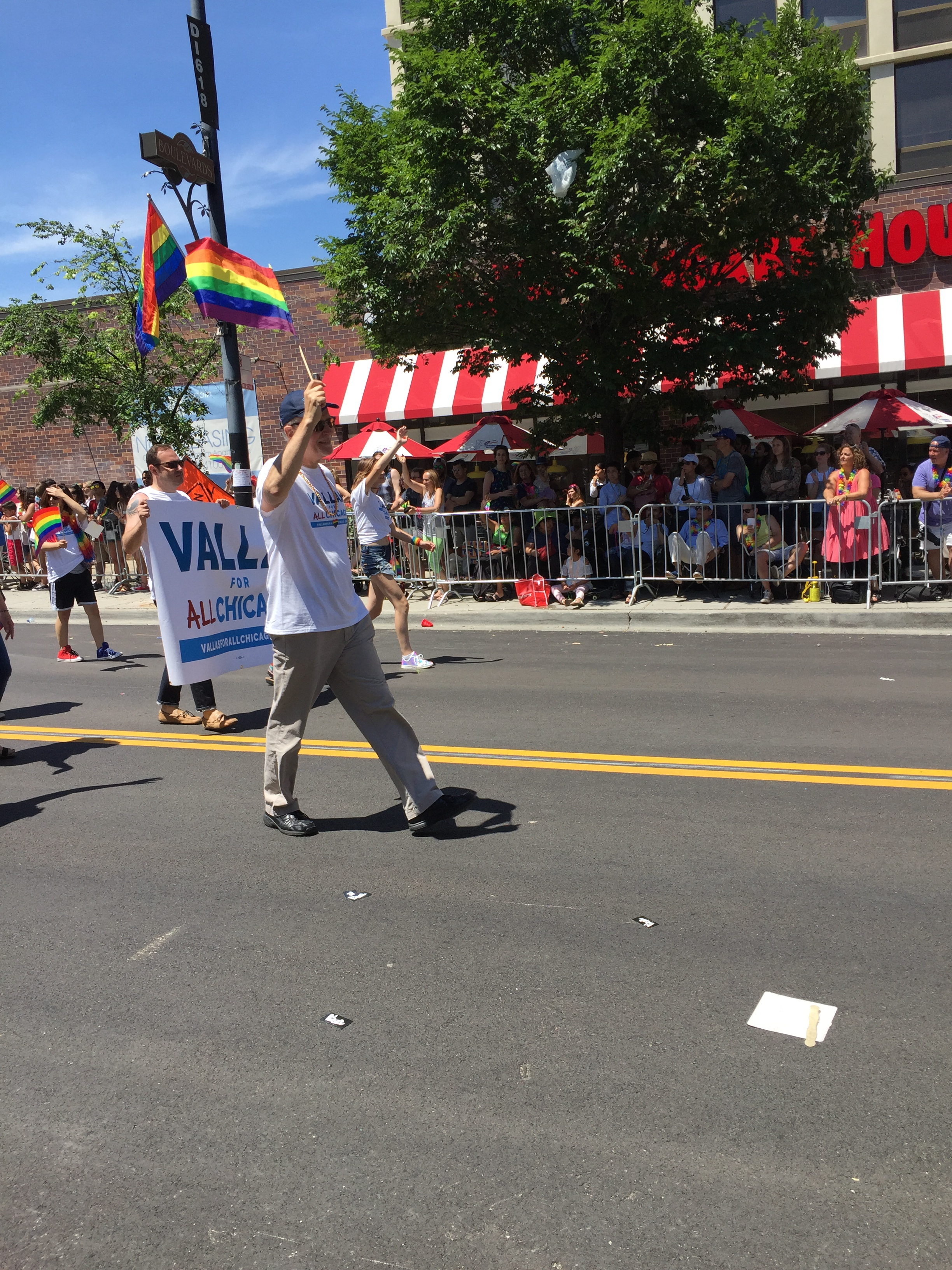
Кандидат в мэры Пол Валлас на прайд-параде в Чикаго (2018)

## Личная жизнь
Женат, имеет детей.